# Parlamentswahl in Rumänien 2012
Die Parlamentswahl in Rumänien 2012 fand am 9. Dezember statt. Die Sozialliberale Union (USL) von Victor Ponta gewann eine absolute Mehrheit sowohl in der Abgeordnetenkammer als auch im Senat. Die Wahlbeteiligung stieg trotz schlechter Wetterbedingungen in großen Teilen des Landes auf 41,7 % gegenüber 39,1 % bei der letzten Wahl.

## Ausgangssituation
Für eine detaillierte Schilderung der Ereignisse siehe unter: Staatskrise in Rumänien 2012
Nach wochenlangen Protesten gegen die Austeritätspolitik seiner Regierung, die er dem Internationalen Währungsfonds im Gegenzug für einen Kredit über 1 Million US-Dollar zur Überwindung der Wirtschaftskrise Rumäniens zugesagt hatte, trat der liberale Regierungschef Emil Boc am 6. Februar 2012 von seinem Amt zurück. Die Oppositionsführer Victor Ponta und Crin Antonescu verlangten sofortige Neuwahlen. Da die drei Parteien PDL, UNPR und UDMR jedoch weiterhin die Regierung stützten, blieb sie im Amt, allerdings unter Führung eines parteilosen Technokraten, des ehemaligen Geheimdienstchefs Mihai Răzvan Ungureanu. Die oppositionelle Sozialliberale Union brachte am 27. April 2012 ein erfolgreiches Misstrauensvotum gegen die Regierung ein, woraufhin Präsident Traian Băsescu Victor Ponta zum neuen Ministerpräsidenten ernannte. Im Juli 2012 scheiterte ein Referendum – das zweite nach 2007 – über die vom Parlament beschlossene Amtsenthebung von Präsident Băsescu an einer zu geringen Wahlbeteiligung. Die Opposition organisierte sich für die Parlamentswahlen in der Sozialliberalen Union, bestehend aus der liberal-konservativen Mitte-Rechts-Allianz (Alianța de Centru Dreapta) und der Sozialdemokratischen Partei (PSD) und gewann außerdem die Unterstützung der UNPR. Die liberal-konservative PDL von Boc und Basescu bildete mit einigen kleineren Parteien die Allianz des rechten Rumänien (Alianța România Dreaptă).

## Ergebnisse
Die Anzahl der Abgeordneten im Senat erhöhte sich ab dieser Legislaturperiode um 39, jene in der Abgeordnetenkammer um 78. Damit standen 176 Sitze im Senat und 412 Sitze in der Abgeordnetenkammer zur Wahl. 18 Sitze in der Abgeordnetenkammer waren für Vertreter der Minderheiten reserviert.

### Abgeordnetenkammer

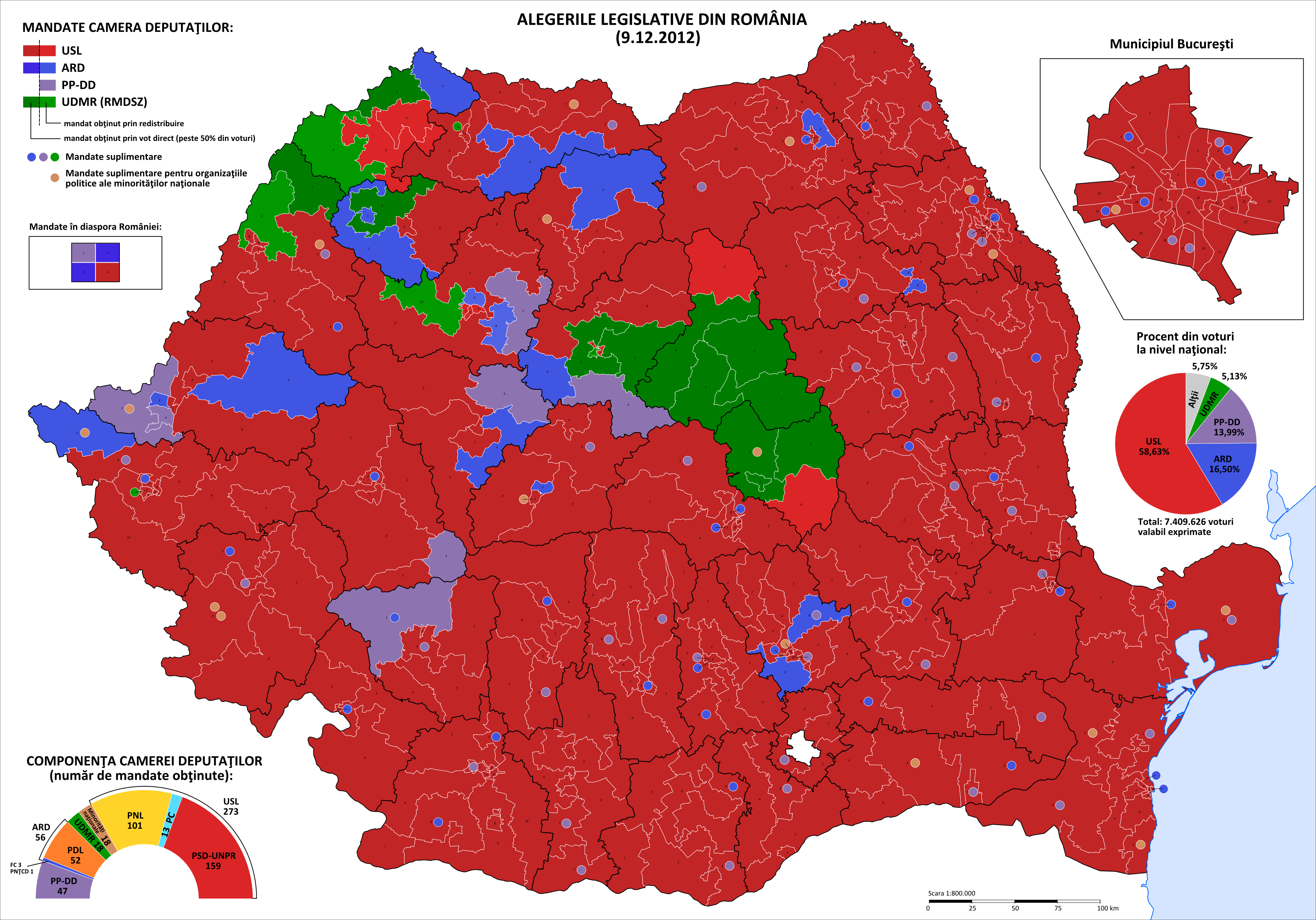
Errungene Mandate und Zusammensetzung der Abgeordnetenkammer

- USL: 273
- ARD: 56
- PP-DD: 47
- UDMR: 18
- Nationale Minderheiten: 18

| Listen                                                                 | Listen | Stimmen    | %    | +/-   | Mandate | +/- |
| ---------------------------------------------------------------------- | --- | ---------- | ---- | ----- | ------- | --- |
|                                                                        | Uniunea Social Liberală (PSD – PNL – PC) 1 | 4.344.288  | 58,6 | +7,0  | 273     | +94 |
|                                                                        | Alianța România Dreaptă (PD-L – PNȚ-CD – FC) 2 | 1.223.189  | 16,5 | –16,9 | 56      | –59 |
|                                                                        | Partidul Poporului – Dan Diaconescu | 1.036.730  | 14,0 | Neu   | 47      | Neu |
|                                                                        | Demokratische Union der Ungarn in Rumänien | 380.656    | 5,1  | –1,0  | 18      | -4  |
|                                                                        | Partidul România Mare | 92.382     | 1,2  | –1,9  | –       | –   |
|                                                                        | Partidul Ecologist Român c | 58.178     | 0,8  | +0,5  | –       | –   |
|                                                                        | Partidul Popular Maghiar din Transilvania | 47.955     | 0,6  | Neu   | –       | Neu |
|                                                                        | Partidul Popular | 9.319      | 0,1  | Neu   | –       | Neu |
|                                                                        | Sonstige < 0,1 % | 3.529      | 0,0  | ±0,0  | –       | –   |
|                                                                        | Unabhängige | 12.389     | 0,2  | –0,2  | –       | –   |
|                                                                        | Minderheiten Davon: - Demokratisches Forum der Deutschen in Rumänien (39.175 Stimmen, 0,5 %) - Partida Romilor „Pro-Europa“ (22.124 Stimmen, 0,3 %) | 201.011    | 2,7  | –0,8  | 18      | –   |
| Gesamt                                                                 | Gesamt | 7.409.626  | 100  |       | 412     | +78 |
|                                                                        | |            |      |       |         |     |
| Ungültige Stimmen                                                      | Ungültige Stimmen | 284.554    | 3,7  | –1,2  |         |     |
| Wähler                                                                 | Wähler | 7.694.180  | 41,8 | +2,6  |         |     |
| Wahlberechtigte                                                        | Wahlberechtigte | 18.423.066 |      |       |         |     |
|                                                                        | |            |      |       |         |     |
| Quellen: Biroul Electoral Central: Stimmen – Mandate – Zusammenfassung | |            |      |       |         |     |

- a 2008, PSD–PUR: 33,1 % Stimmen, 114 Sitze (PSD: 110, PC: 4); PNL: 18,6 % Stimmen, 65 Sitze.
- b 2008, PD-L: 32,4 % Stimmen; 115 Sitze.
- c 2008: Partidul Verde Ecologist (PV–PER): 0,3 % Stimmen.

### Senat

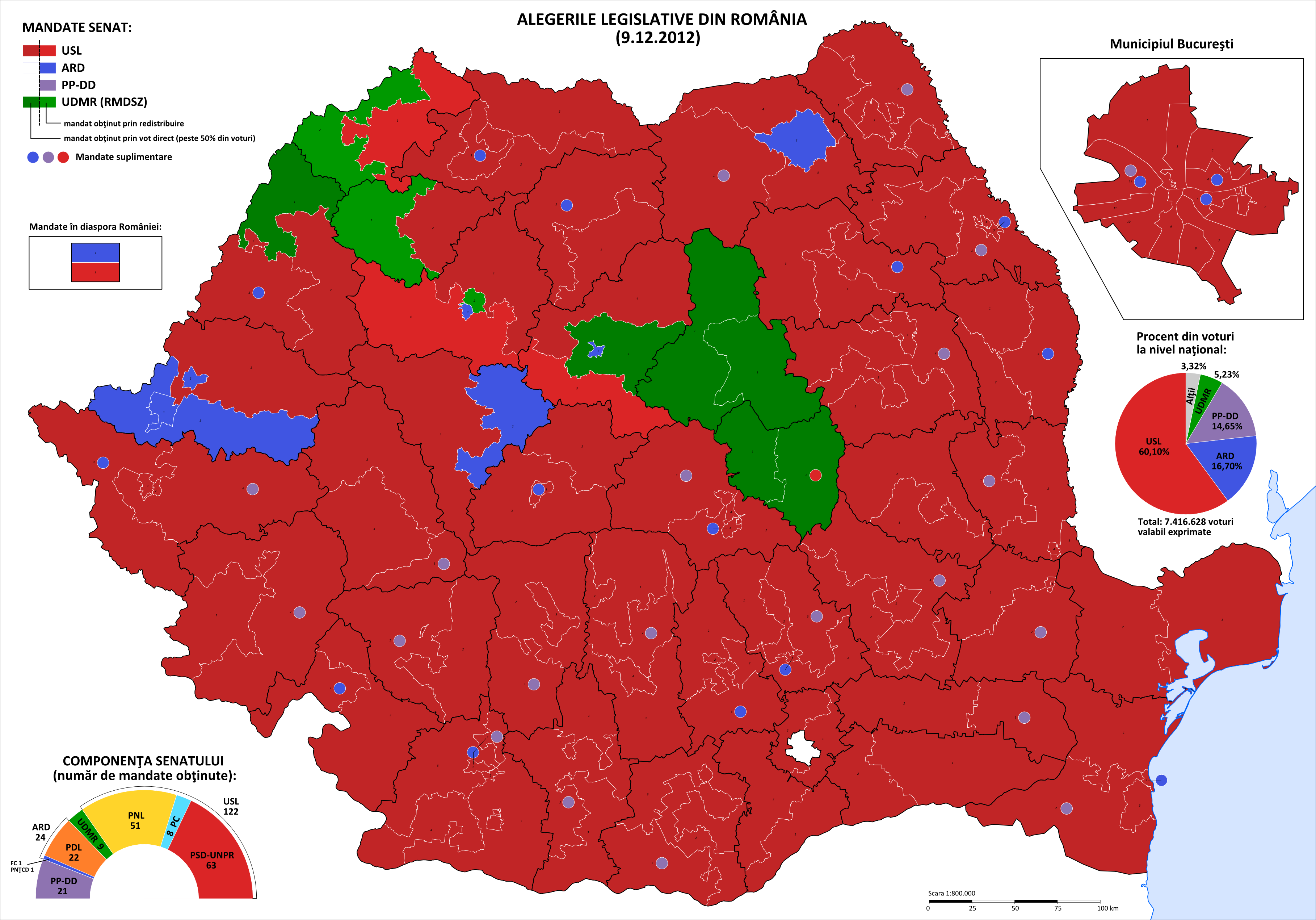
Errungene Mandate und Zusammensetzung des Senats

- USL: 122
- ARD: 24
- PP-DD: 21
- UDMR: 9

| Listen                                                                 | Listen                                         | Stimmen    | %    | +/-   | Mandate | +/- |
| ---------------------------------------------------------------------- | ---------------------------------------------- | ---------- | ---- | ----- | ------- | --- |
|                                                                        | Uniunea Social Liberală (PSD – PNL – PC) 1     | 4.457.526  | 60,1 | +7,2  | 122     | +45 |
|                                                                        | Alianța România Dreaptă (PD-L – PNȚ-CD – FC) 2 | 1.239.318  | 16,7 | –16,9 | 24      | –27 |
|                                                                        | Partidul Poporului – Dan Diaconescu            | 1.086.822  | 14,7 | Neu   | 21      | Neu |
|                                                                        | Demokratische Union der Ungarn in Rumänien     | 388.528    | 5,2  | –1,2  | 9       | –   |
|                                                                        | Partidul România Mare                          | 109.142    | 1,5  | –2,1  | –       | –   |
|                                                                        | Partidul Popular Maghiar din Transilvania      | 58.765     | 0,8  | Neu   | –       | Neu |
|                                                                        | Partidul Ecologist Român c                     | 58.335     | 0,8  | +0,1  | –       | –   |
|                                                                        | Partidul Popular                               | 11.681     | 0,2  | Neu   | –       | Neu |
|                                                                        | Sonstige < 0,1 %                               | 5.783      | 0,1  | ±0,0  | –       | –   |
|                                                                        | Unabhängige                                    | 728        | 0,0  | ±0,0  | –       | –   |
| Gesamt                                                                 | Gesamt                                         | 7.416.628  | 100  |       | 176     | +39 |
|                                                                        |                                                |            |      |       |         |     |
| Ungültige Stimmen                                                      | Ungültige Stimmen                              | 277.552    | 3,6  | –1,3  |         |     |
| Wähler                                                                 | Wähler                                         | 7.694.180  | 41,8 | +2,6  |         |     |
| Wahlberechtigte                                                        | Wahlberechtigte                                | 18.423.066 |      |       |         |     |
|                                                                        |                                                |            |      |       |         |     |
| Quellen: Biroul Electoral Central: Stimmen – Mandate – Zusammenfassung |                                                |            |      |       |         |     |

- a 2008, PSD–PUR: 34,2 % Stimmen, 49 Sitze (PSD: 48, PC: 1); PNL: 18,7 % Stimmen, 28 Sitze.
- b 2008, PD-L: 33,6 % Stimmen, 51 Sitze.
- c 2008: Partidul Verde Ecologist (PV–PER): 0,7 % Stimmen.